# 무르텐/모라역
무르텐역(독일어: Bahnhof Murten, 프랑스어: Gare de Morat 모라역[*])은 스위스 프리부르주 무르텐에 있는 기차역이다. 스위스 연방 철도의 표준궤 프리부르-인스선 및 팔레지유–리스선의 남쪽 교차점에 있다.

## 운행편
2021년 12월 시간표 변경에 따라 무르텐/모라에서 다음 서비스가 정차한다.
- 베른 S-반 : S5 : 베른까지 매시간 운행 및 파예른까지 러시아워 운행 .
- RER 보 S9 : 로잔과 케르체르스 간 매시간 운행 .
- RER 프리부르 S20 / S21 :
  - 주중: 인스와 로몽 사이 30분 간격 운행 ; S20 열차는 뇌샤텔까지 계속 운행.
  - 주말: 인스와 프리부르 사이를 30분 간격으로 운행. S21 열차는 로몽까지 연장